# Тихоокеански син тунец
Thunnus orientalis е вид бодлоперка от семейство Scombridae. Видът е уязвим и сериозно застрашен от изчезване.

## Разпространение и местообитание
Разпространен е в Австралия, Гуам, Еквадор, Индия, Канада, Китай, Маршалови острови, Мексико, Папуа Нова Гвинея, Провинции в КНР, Русия, САЩ, Северни Мариански острови, Тайван, Филипини, Южна Корея и Япония.
Обитава крайбрежията на полусолени водоеми, океани, морета и заливи в райони с тропически, умерен и субтропичен климат. Среща се на дълбочина от 1 до 200 m.

## Описание
На дължина достигат до 3 m, а теглото им е не повече от 450 kg.
Продължителността им на живот е около 15 години. Популацията на вида е нарастваща.